# Rudolf Sieczyński

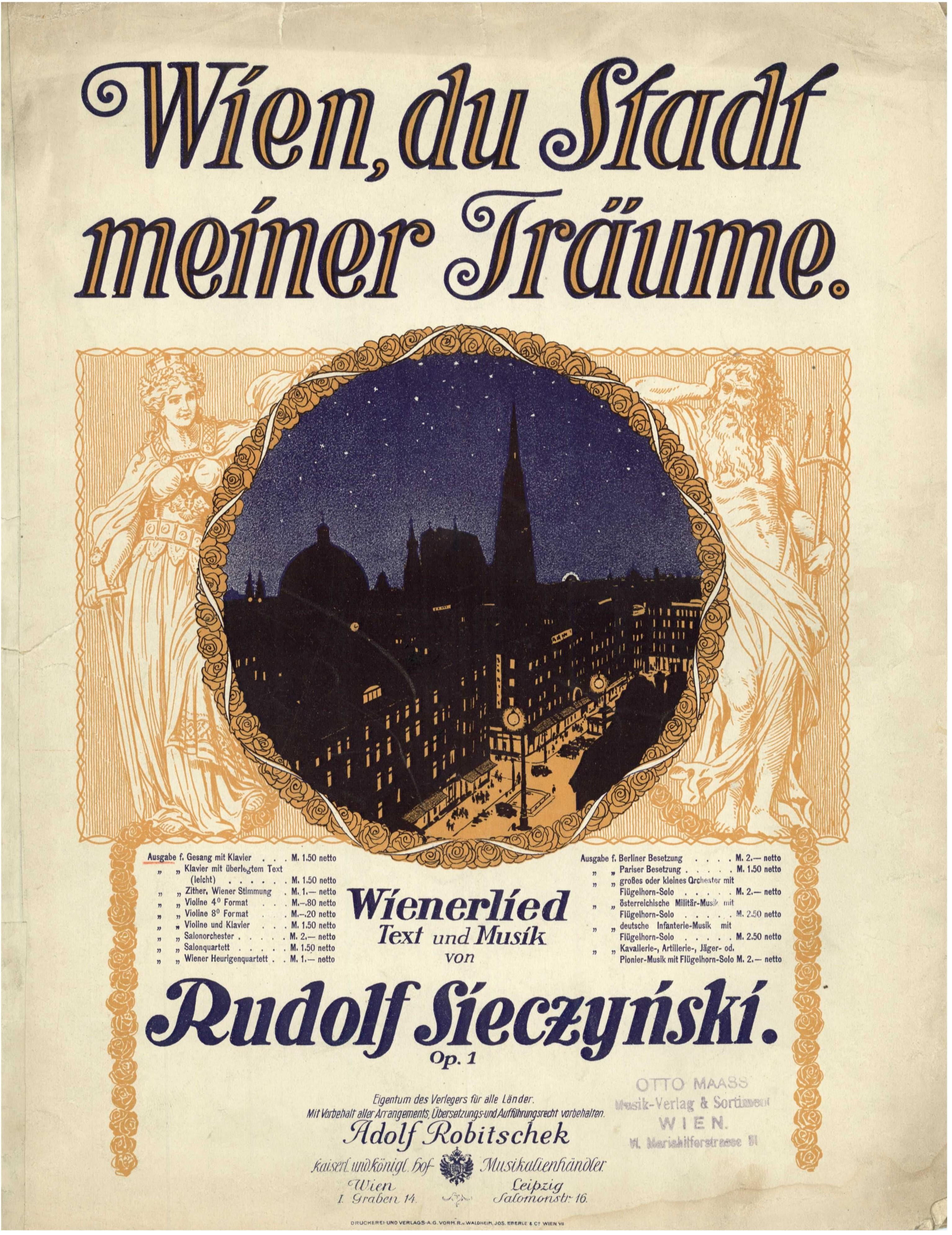
Wien, du Stadt meiner Träume, karta tytułowa (Musikverlag Robitschek)

Rudolf Sieczyński (ur. 23 lutego 1879 w Wiedniu, zm. 5 maja 1952 tamże) – austriacki kompozytor, pisarz, urzędnik, prezes Związku Kompozytorów Austriackich.
Pochodził z rodziny pochodzącej od polskich przodków, która zachowała polską pisownię nazwiska z literą "ń". Gry na fortepianie uczył się w domu pod opieką matki. Po maturze rozpoczął studia prawnicze na Uniwersytecie Wiedeńskim. W roku 1904 uzyskał doktorat praw i rozpoczął karierę urzędniczą w starostwie Mödling w Dolnej Austrii. Podczas I wojny światowej pełnił stanowisko kierownika obozu dla internowanych w Göllersdorf, a 16 kwietnia 1917 został odznaczony Krzyżem Wojennym za Zasługi Cywilne III klasy. Po wojnie został mianowany kierownikiem wydziału rolnictwa i otrzymał tytuł radcy dworu (Hofrat). 
W roku 1919 opublikował dzieło prawnicze Die Wiederbesiedelung gelegter Bauerngüter und Häusleranwesen. Poza pracą zawodową zajmował się pisaniem książek na tematy historii Wiednia, jego kultury i obyczajów, a także komponował pieśni o tematyce wiedeńskiej do własnych tekstów.Najsławniejszym jego dziełem stała się skomponowana w roku 1912 i oznaczona jako Op. 1 pieśń Wien, du Stadt meiner Träume (Wiedeń, miasto moich marzeń). Tekst pieśni został wkrótce przetłumaczony na wiele języków, m.in. Vienne, Ville de mes rêves i Vienna, City of my Dreams. W roku 1999 pieśń pojawiła się w filmie Eyes Wide Shut (Oczy szeroko zamknięte) reżyserii Stanleya Kubricka. Następne utwory były utrzymane w tym samym tradycyjnym stylu, nie powtórzyły jednak sukcesu opusu 1. 
Rudolf Sieczyński był w latach 1925–1930 1930–1938 i 1947–1949 wybierany na stanowisko prezesa Związku Kompozytorów Austriackich. W latach 30. XX w. był zarządcą obozu internowania w miejscowości Wöllersdorf-Steinabrückl.
Został pochowany na wiedeńskim cmentarzu Hietzinger Friedhof.